# Arnaut Daniel
Arnaut Daniel byl provensálský trubadúr ze 13. století, označovaný Dantem za „nejlepšího tvůrce“ (italsky il miglior fabbro) a Petrarcou za „velkého mistra lásky“. Ve dvacátém století je v knize Ezry Pounda The Spirit of Romance (1910) hodnocen jako největší básník všech dob.
Podle jednoho ze životopisů se narodil ve šlechtické rodině na hradě v obci Ribérac ve francouzské provincii Périgord, přestože většina životopisů mluví o zničujících finančních problémech, s nimiž se potýkal; Raimon de Durfort ho popisuje jako „studenta, zbídačelého hrou v kostky a vrhcáby“.
Daniel byl vynálezcem sestiny, básně o šesti slokách dosti složitého uspořádání. Longfellow tvrdil, že byl také autorem rytířské romance Lancillotto (Lancelot), nicméně toto tvrzení je zcela nepodložené. Dante ho poněkud tajuplně zmiňuje jako autora „prose di romanzi“ (snad „prozaické romance“).

Nejznámější je Daniel proto, že ho Dante Alighieri zmiňuje ve své Božské komedii: je v Očistci, kam se dostal pro chtíč. Dante se ho ptá kdo je, básníkova odpověď je psána provensálsky:

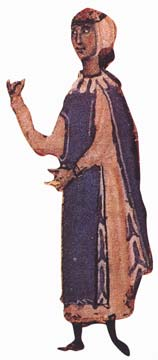
Arnaut Daniel na středověkém obraze

| „ | «Tan m'abellis vostre cortes deman, qu'ieu no me puesc ni voill a vos cobrire. Ieu sui Arnaut, que plor e vau cantan; consiros vei la passada folor, e vei jausen lo joi qu'esper, denan. Ara vos prec, per aquella valor que vos guida al som de l'escalina, sovenha vos a temps de ma dolor» | Jak mě těší tvá dvorná prosba, nemohu a nebudu se skrývat před tebou. Jsem Arnaut, který pláče a chce zpívat; s lítostí shlížím na pošetilost minulosti, a s radostí na očekávaný den přede mnou. Proto tě zapřísahám, silou té moci, která tě přivede na vrchol schodů, hleď ať zmírníš mé utrpení! | “ |
| — Očistec, zpěv 26, 140-147, český překlad je doslovný a nemusí se proto shodovat s jinými překlady Božské komedie | | |   |

Tyto verše evropskou kulturu dosti ovlivnily, například druhá básnická sbírka Thomase Stearnse Eliota se jmenuje podle začátku jednoho z veršů Ara Vos Prec (provensálsky „Proto tě zapřísahám“). Jeho rozsáhlá báseň Pustá země je dále věnována Poundovi, který je v dedikaci titulován jako „il miglior fabbro“, tedy tímtéž titulem, jakým Dante označuje Daniela.
Podle Pounda jsou Danielovy nejznámější verše tři verše z jeho desáté písně:
| „                               | leu sui Arnaut qu'amas l'aura E chatz le lebre ab lo bou E nadi contra suberna" | Já Arnaut žnu vítr v poli, na volu chci srnce štvát, plavu proti vlnobití. | “ |
| — Český překlad Emanuel Frynta. |                                                                                 |                                                                            |   |

Dále se dochovalo šestnáct textů trubadúrských písní  Arnauta Daniela, k jedné z nich existuje i hudba, která ale byla složena neznámým autorem minimálně sto let po básníkově smrti. Žádná původní hudba se nezachovala.